# Église Saint-Ouën de Saint-Ouën-des-Vallons
Pour les articles homonymes, voir Église Saint-Ouen.
L'église Saint-Ouën est située sur la commune de Montsûrs (anciennement Saint-Ouën-des-Vallons jusqu'en 2018) dans le département de la Mayenne en France.

## Histoire
L'église est dédiée à Ouen de Rouen dont la fête est le 24 août.
Une église neuve remplace une ancienne église du même nom. L'évêque du diocèse du Mans, Mgr Jean-Baptiste Bouvier, pose la première pierre le 25 août 1834. Elle a été élevée par les soins de Guillaume-François d'Ozouville[réf. nécessaire] et construite par l’architecte Pierre-Aimé Renous entre 1844 à 1847. La tour, sans flèche, se couronne d'un rang de créneaux.
L'inventaire eut lieu le 2 avril 1906. Les gendarmes qui précédaient le percepteur de Montsûrs, à 7 h du matin, trouvèrent porte close, et, l'ordre venu de passer outre, défoncèrent la porte de la chapelle de la Vierge.

## Source
- « Église Saint-Ouën de Saint-Ouën-des-Vallons », dans Alphonse-Victor Angot et Ferdinand Gaugain, Dictionnaire historique, topographique et biographique de la Mayenne, Laval, A. Goupil, 1900-1910 [détail des éditions] (BNF 34106789, présentation en ligne)